# Josef Zinnbauer
Josef ("Joe") Zinnbauer (Schwandorf, 1 mei 1970) is een Duits voetbalcoach en voormalig voetballer.

## Trainerscarrière
Zinnbauer begon zijn loopbaan bij VfL Oldenburg in 2005. Hij werd daarna assistent-trainer bij Karlsruhe en was er enkele maanden hoofdcoach van het tweede elftal. Deze baan kreeg hij ook bij Hamburger SV. Na het ontslag van Mirko Slomka werd Zinnbauer hoofdcoach bij HSV in het seizoen 2014/15. HSV's eerste wedstrijd onder leiding van Zinnbauer eindigde in 0–0 tegen regerend landskampioen Bayern München. Echter werd later in het seizoen in München met 8–0 van dezelfde tegenstander verloren. Op 22 maart 2015 werd hij ontslagen. In september 2015 tekende hij bij FC St. Gallen, waar hij de Luxemburger Jeff Saibene opvolgde. Zinnbauer stopte in 2017. In december 2019 werd Zinnbauer aangesteld als coach van het Zuid-Afrikaanse Orlando Pirates FC. De club stond op dat moment elfde, maar eindigde onder leiding van Zinnbauer het seizoen op de derde plek. Onder zijn leiding won de club in 2020 het voetbaltoernooi MTN 8. In 2021 vertrok Zinnbauer bij de club.

## Erelijst

### Als trainer
Orlando Pirates
- MTN 8

2020